# أسعد إسماعيل العظم
أسعد إسماعيل العظم، المشهور بأسعد باشا العظم (1701-1757): قال ابن ميرو في تاريخه هو أسعد بن إسماعيل الوزير ابن الوزير، يقال أنه من مواليد معرة النعمان سنة 1117 هـ، ولّي على حماة عام 1154 وبذل الأموال إلى أن جعلها مالكانة له بعناية الوزير الكبير بكر باشا. ولّي على دمشق، وحكمها لمدة 14 عاما، وكان أميرًا لموكب الحج الشامي، حيث كان من أهم شروط تعيين وبقاء والي دمشق هو المتابعة والحفاظ على موكب الحج محمل الحج الشامي. وأهم من كتب عن «أسعد باشا» هو الأديب السيد «أحمد محروقة»، يقول السيد محروقة: « أسعد باشا هو شخصية من الشخصيات الذين قاموا بدور بارز على مسرح تاريخ هذا العصر وهذا الشخص هو ""أسعد باشا العظم"" الذي تربع على كرسي الحكم في ولايات سورية سنين متعددة وفي أوقات متفاوتة من القرن الثامن عشر وانتشرت آثاره العمرانية في أمكنة كثيرة تمتد من شمال سوريا حتى الحجاز وخاصة في دمشق حيث قضى أكثر أيام حكمه». 
ثم يستمر السيد محروقة نقلاً عن المصادر التاريخية يقول «بعد وفاة المرحوم ""سليمان باشا العظم"" عيّنت الدولة العثمانية مكانه ابن أخيه أسعد باشا الذي بلغت فيه أسرة العظم قمة مجدها وأعلى مرتبة من جاهها وسلطانها حتى قلَّ في هذا العهد من تولى ولاية حلب أو دمشق أو طرابلس أو صيدا إلا منهم .».
نظر المؤرخون إلى ««أسعد باشا»» من عدة نواحي وألبسه كل منهم الصفة التي توافق الناحية التي لاحظها فيه:
1- الحزم اللذان أخمد بهما الفتن والشغب. 
2- الحلم والرأفة اللذان عامل بهما المستضعفين وغير المسلمين
3- الاستقرار والعمران اللذان هما مقاييس الحكم الصالح في ذلك العصر المضطرب.

## إنشائه للمباني

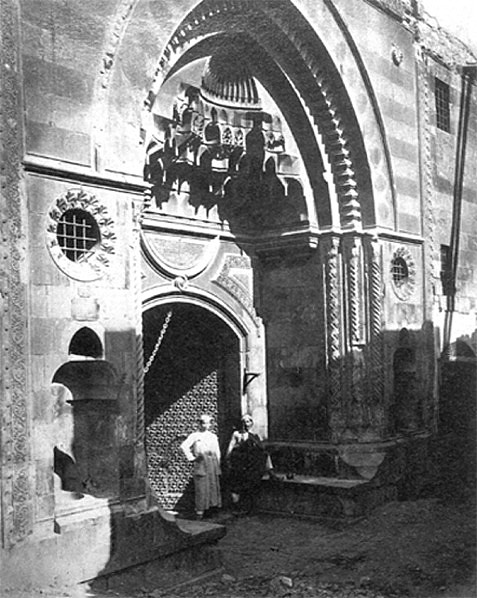
بوابة خان أسعد باشا العظم 1870

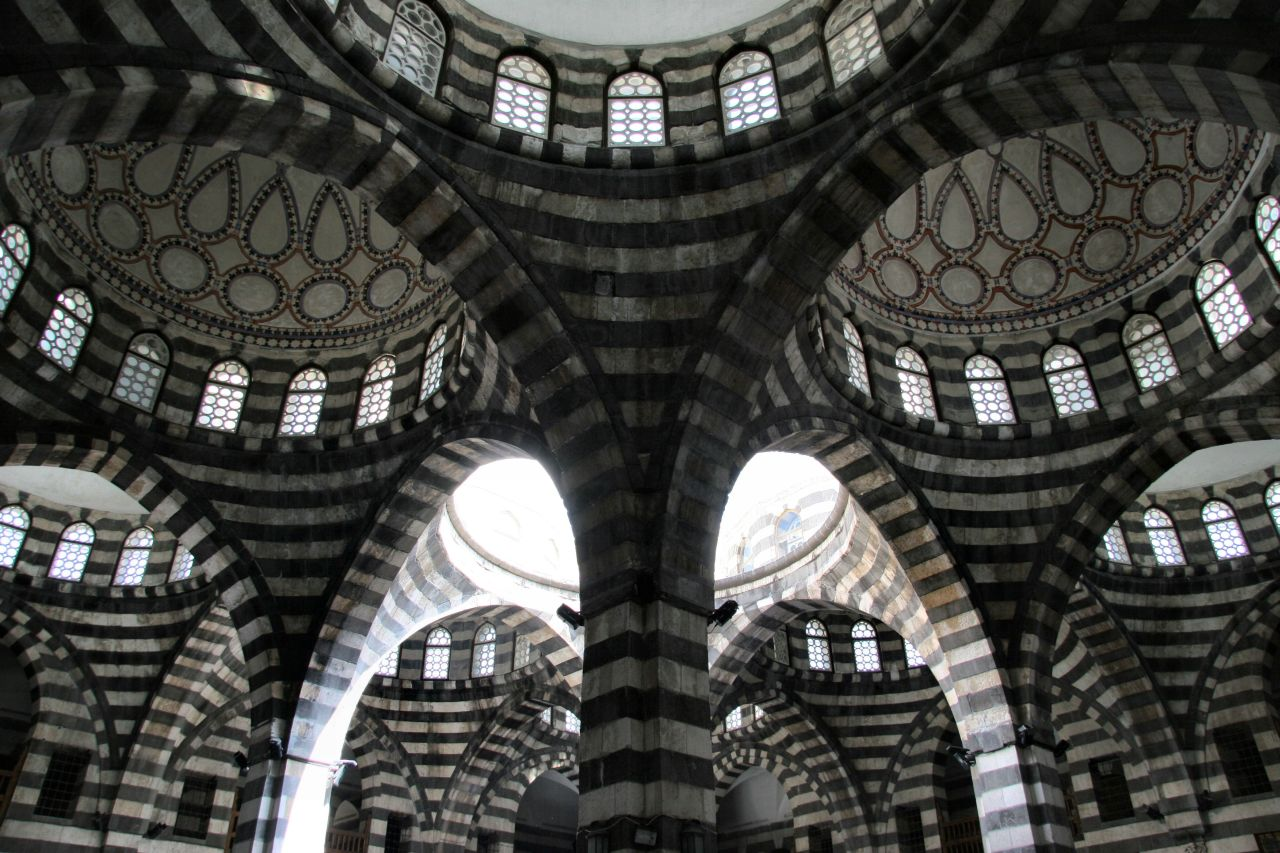
خان أسعد باشا

اشتهر بالمباني التي أنشأها وقت حكمه والتي ما تزال قائمة إلى الآن، منها:
- قصر العظم في حماة عام 1740 م
- خان أسعد باشا والذي بدأ بنائه عام 1743 م وانتهى عام 1754 م حيث كان ملك خاص للعظم وهو حاليا ملك مديرية الآثار في دمشق.
- قصر العظم، بناه في الجهة الجنوبية من المسجد الأموي عام 1749 م كبيت له، قام بإلزام أهل دمشق بتقديم أجمل ما في بيوتهم من رخام وبلاط وأبواب ونوافذ وكل ما يلزم لبناء القصر. وقد بني القصر في صحن معبد جوبيتر. وادّعى بعض المؤرخين إلى أنه بني فوق دار لمعاوية بن أبي سفيان.
- كما يُنسب إليه بناء حمام الأسعدية، وهو يقع في سوق دمشق القديمة.

## دائرة فلتانة سي
جاء في كتاب حوادث دمشق اليومية للفتح العثماني للشام 926-956هـ لابن طولون الصالحي الدمشقي أن العظم أمر بإنهاء وجود الدالاتية (فرقة من الجند) في دمشق، حيث أرسل مناديه ينادي بأن من يبقى بالشام بعد ثلاثة أيام، يُصلب، يصادر ماله.
فقام أحدهم بعد فقد رزقه بوضع مكتب على باب مقبرة الباب الصغير في دمشق، لتحصيل ضريبة، بصورة غير نظامية، على الأموات الذين يدفنون في المقبرة. حيث بنى غرفة لهذا الغرض، وصنع خاتما كتب عليه دائرة فلتانة سي وجاء في عهده الوباء الأصفر الكوليرا وقام مناديه ينادي الناس إلى الجامع الكبير وتم إلقاء أحد المطربات من أعلى المئذنة لأنها حسب اعتقاده هي المسبب في انتشار المرض بسبب أن الناس تتجمع للاستماع لها فانتشر المرض بين الناس، وأخذ يتقاضى الضريبة على الأموات كل حسب وضعه الاجتماعي قبل وفاته، ومن ثم يسلم أهل المتوفى إيصالا رسميا مختوما بدائرة فلتانة سي. واستمر بضع سنوات حيث أن بعد أن جاء وباء الكوليرا اغتنى الرجل.
ولدى وفاة أحد أقارب العظم، خرج العظم في الجنازة، وعندما دخلت الجنازة المقبرة أوقفهم الرجل ليدفع العظم، ولدى عودته إلى سراياه تأكد العظم من الدفتردار فتحي أفندي، فسأله عن هذه الدائرة وانكشف زيف الأمر. أحضر الرجل إلى العظم، فقال له العظم: «عفارم... إبق في محلك، لكن الواردات مناصفة».

## أقوال المؤرخين
جاء في أعلام النبلاء للأستاذ محمد راغب الطباع جزء 3 صفحة 334 ما نصه:
«قال ابن ميرو في تاريخه: هو أسعد بن إسماعيل الوزير ابن الوزير، مولود ب معرة النعمان سنة 1117 هجرية (1696 ميلاديه)، صار متسلما لوالده بالمعرة وحماة وعوقب مع والده ثم أفرج عنه حين أفرج عن والده وأمر بالذهاب إلى خانية فاستعفى عن الذهاب لعلة كانت به، فعفي عنه وبقي عند عمه سليمان الوزير بطرابلس ثم أنعمت الدولة على عمه المذكور وعليه (بمالكانة) حماة وتوابعها مناصفة وذهب إليها وسار بها سيرة حسنة وعمر بها خانات وحمامات وبساتين ودور ليس لها نظير في البلاد الشامية، ثم أنعمت عليه الدولة بطوخين برتبة (روملي) وصار جرداويا لأمير الحج علي باشا الوزير سنة 1153 هجرية ثم بعد عودته ولي صيدا فضاق بها ذرعا لامور يطول شرحها فاستعفى وطلب حماة منصبا بعد أن كانت مالكانة له فوجهت إليه منصبا ودخلها سنة 1154 وبذل الأموال إلى أن جعلها مالكانة له بعناية الوزير الكبير بكر باشا».
وجاء في كتاب ولاة دمشق صفحة 79 ما ملخصه:
«دخل أسعد باشا الشام في شهر شعبان سن 1156 وكان رجلا ذا عقل وتدبير، حج ثلاث حجات وما تعرض لأحد بظلم ولم يقتل أحدا».
وجاء في حوادث دمشق اليومية صفحة 35 مقدمة:
((خلف سليمان باشا في ولاية الشام دمشق ابن أخيه أسعد باشا العظم وكان قبل ذلك حاكما بحماة شأن أكثر الحكام من بني العظم وقد أقام واليا بدمشق أربعة عشر عاما متواليه 1156-1170 هجريه فكان أطولهم حكما، تولى ولاية الشام في ظروف صعبه فالدولة تغتصب أموال عمه وتسجن حريمه وأتباعه والدفتردار الفلاقنسي يعينها على ذلك وجند الانكشارية قد علا سلطانهم فوق كل سلطان حتى استبدوا بالناس وأساؤوا إليهم في أموالهم وأعراضهم وكرامتهم واستهانوا بالباشا والحرب ضد الدروز وظاهر العمر كانت ولا تزال قائمة، فالحاجة إذن ماسة إلى سيادة النظام. وقدر الباشا أن علة العلل كامنة في اختلال أمر العسكر وخاصة الانكشارية المحلية الذين ازداد رؤسائهم طغيانا حتى استحالوا إلى أشقياء أو (زرباوات) في مصطلح أهل الشام ولكن الباشا لم يستطع معالجة الداء من أساسه فهذا أمر عجزت عنه الدولة نفسها، ولكنه ما زال يسعى سرا إلى أن استصدر من الدولة إذنا بإبادتهم فجمع جموعا من الدالاتية فهاجم بهم القلعة فملكها وكانت الحصن الحصين للانكشارية وهاجم دور رؤسائهم في حي سوق ساروجا والميدان فأحرقها ونهبها العسكر وملأت جثث القتلى شوارع المدينة فسكنت الشام بعد ذلك وصارت (كقدح اللبن).
وأهم ما كتب عن أسعد باشا هو السيد أحمد محروقه في أطروحته المنشورة سنة 1945- 1955 في كلية الآداب حيث يقول في مقدمة أطروحته: ((ولن يكون دوري في هذا المجال سوى البحث في تاريخ شخصية من أولئك الشخصيات الذين قاموا بتأدية دور بارز على مسرح تاريخ هذا العصر وهذا الشخص هو أسعد باشا العظم الذي تربع على كرسي الحكم في ولايات سورية سنين عديدة وفي أوقات متفاوتة من القرن الثامن عشر وانتشرت آثاره العمرانية في أمكنة كثيرة تمتد من شمال سوريا حتى الحجاز وخاصة دمشق حيث قضى أكثر أيام حكمه)).
ثم يستمر السيد محروقة في سرد ما سبق لنا أن أدرجناه عن أسعد باشا نقلا عن المصادر التاريخية حتى يقول بعد ذكر وفاة سليمان باشا: ((ولكن الدولة العثمانية ما لبثت ان عينت مكانه ابن اخيه أسعد باشا الذي بلغت فيه أسرة العظم قمة مجدها وأعلى مرتبة من جاهها وسلطانها حتى قل في ذلك العهد من تولى ولاية حلب أو دمشق أو طرابلس أو صيدا إلا منهم))
ويستطرد ((نظر المؤرخون إلى اسعد باشا من عدة نواحي وألبسه كل واحد منهم الصفة التي توافق الناحية التي لاحظها فيه:
1- البطش والحزم اللذان أخمد بهما الفتن والشغب.
2- الحلم والرافة اللذان عامل بهما المستضعفين وغير المسلمين.
3- الاستقرار والعمران اللذان هما مقياس الحكم الصالح في ذلك العصر المضطرب.
ان هذه النواحي تدلنا على أن الصفة الأساسية له هي المرونة والتكيف مع الظروف المتغيرة باستمرار فلابد من سلوك طريق البطش والحزم لمنع الفتن والاضطرابات ومتى ما استقر الوضع ظهرت صفات الرجل المسالم الذي يميل إلى الهدوء.
ففي زمن أسعد باشا ساد التسامح والعدل وعومل غير المسلمين معاملة حسنة لم يكونوا يحلمون بها أو يتوقعونها ونستشهد على ذلك بفقرة جاءت في كتاب الخوري ميخائيل بريك الدمشقي حيث يقول في الصفحة 62-63 من كتابه (في اواخر السنة الماضية وابتداء من هذه السنة 1759 ميلادية وقع على النصارى مظالم لا تحصى، يا حيف على نصارى دمشق كانوا كزهور نيسان وايار) ثم يستطرد فيقول (قرأت تواريخ دمشق منذ استلمها الإسلام إلى هذا الزمان فما رأيت تاريخا يخبر بانه صارلهم عز وجاه وسيطرة وسطوة وذكر مثل مدة العشرة سنين الماضية في حكم أسعد باشا العظم فكان اسمه اسعد والسعد بوجهه في هذه السنين).)).
وأما الاستقرار والعمران فيكفي ان تطالع ماكتبه الدكتور صلاح الدين المنجد في كتابه (قصر أسعد باشا العظم في دمشق) وقد ذكر فيه تفاصيل عن حالة البناء وعن موقعه وكيفية انشائه، وما كتبه من المؤلفين امثال السيد أحمد محروقه وعيسى اسكندر المعلوف وغيرهم عن القصر وعن القيسارية المشهورة (خان أسعد باشا العظم). وكتب التاريخ مليئة بنا أشاده من مدارس ومكتبات وما ذودها من كتب ومخطوطات وترميمه للجامع الأموي وتجديد فرشه وإصلاحه جامع يلبغا وجامع الياغوشية وما بناه من حصون في طريق الحج وما شيده من ترع وخزانات مياه وما أصلح وجدد من طرق ومعابر في تلك السهول والجبال.
وقد ذكر المؤرخان يوسف الدبس والأمير حيدر الشهابي أخبارا كثيرة عن وقوع عدة مناوشات بين أسعد باشا وبين أمراء لبنان وغيرهم من متنفذي البلاد السورية.
وجاء في خطط الشام جزء 2 صفحة 291 نقلا عن تاريخ لبنان للأمير حيدر الشهابي صفحة 773 أن أسعد باشا العظم أقام في دمشق عدة سنين وبنى أبنية عظيمة فيها وجمع مالا لا يحصى وسار بالحج مرات فأنعمت عليه برتبة (علامة الرضى) وأمرت بأن لا يشهر عليه سلاح ولا يقتل... الخ
وجاء في يوميات البديري قوله: ((في يوم الاثنين ثالث عشر ربيع الأول سنة 1170 هجرية أهدى حضرة السلطان إلى حضرة أمير الحج أسعد باشا مع قبجي باشي قفطان وسيف نفيس مع فرمان عظيم فيه تفخيم كثير لحضرة الوزير المشار اليه))(3)
وقال السيد محروقة في اطروحته ما نصه: ((في سنة 1156 هجرية 1743 ميلادية تولى دمشق أسعد باشا العظم مع إمارة الحج وأصبح في مدينة دمشق المحور الذي تدور حوله عظمة آل العظم وبقي فيها 14 سنة خلد فيها من الروائع المعمارية والاثار الصناعية وسعة العمران والتجارة ما يخلب الألباب وما لايوجد في أي مكان آخر من الروائع، ثم نقل إلى حلب سنة 1169 هجرية 1755 ميلادية ثم نقل واليا على مصر فتمسك به أهل حلب وكاتبوا الدولة فقررت بقائه حتى سنة 1171 هجرية 1757 ميلادية ثم نقل إلى سيواس وهناك صدر الأمر بالقبض عليه ونفيه إلى كريد فأخرج من قبل شخص تولى نقله يدعى محمد آغا الاورفه لي رئيس البوابين في الباب العالي فقبض عليه ونقله إلى انقرا حيث قتل في ليلة الخامس من شعبان 1171 هـ / 1757 م داخل الحمام وبذلك انطوت صفحة من ألمع صفحات القرن الماضي في سورية)).
جاء في (حوادث دمشق اليومية) صفحة 194 حاشية: ((وهكذا لم يمض أكثر من شهر على ورود هدايا السلطان وفرمان (التفخيم) لاسعد باشا العظم حتى عزلته الدولة ونقلته إلى حلب ومنها إلى مصر وقد زاد تمسك أهل حلب به في حنق الدولة عليه فأمرت بقتله ومصادرة أمواله واملاكه)).
وقال صاحب الأطروحة السيد محروقة: ((تنوعت الروايات في سبب مقتله إلا أنني أعتقد أن السبب الحقيقي هو أن الرجل إنساق إلى المصير الذي آل إليه أكثر ولاة الدولة العثمانية التي كانت تتركهم في ولاياتهم لأجل محدود يجمعون فيه المال ويكدسونه ويظنون أنه مدعاة للسلامة والطمأنينة ودرع يقيهم بطش السلطان وصروف الليالي والأيام ولم يفطنوا إلى جلبه للقتل وصنوف البلاء)). وقال أيضا: ((وبعد أيام من حادث القتل جاء (قبجي) من جهة الدولة وختم سرايا أسعد باشا وضبط ماله وختم بيوت جميع اتباعه وأعوانهم وضبط مالهم ورفعهم إلى القلعة)).
وذكر صاحب (حوادث دمشق اليومية) صفحة 55 مقدمة: ((ان النكبة التي حلت بالحج الشامي في موسم 1169 وكان أسعد باشا العظم قد نقل من زمن وجيز من باشاوية دمشق بعد أن تولاها أربعة عشر عاما حج بالناس في كل عام منها في امن وسلام فقد كان شخصية مرهوبة خشيها العربان فلم يجرؤوا قط على مد أيديهم بالعدوان إلى الحجيج. فما إن نقل من دمشق حتى فشا فيها الاضطراب وتجرأ عربان بني صخر فاعتدوا على قافلة الجردة وقافلة الحج اشنع اعتداء واتهم اسعد باشا نفسه بأنه حرض العرب على ذلك انتقاما لنقله من دمشق)). قال السيد محروقة في اطروحته نقلا عن أعلام النبلاء جزء3 ص330 ان اسعد باشا قتل في آنقرا كما سيق ذكره، ثم أضاف إلى بيانه في صدد تقدير الثروة المصادرة من أموال اسعد باشا قوله: ((وقد قدر الرحالة (فولني) الثروة المصادرة بثمانية ملايين من الفرنكات الذهبية)).
وقال ميخائيل بريك الدمشقي في الصفحة 60 أن أسعد باشا قتل في صيواز (سيواس) وأن مقدار ما صودر من متاعه وأمواله ومجوهراته وخيله وعبيده بلغ نحو مائة ألف كيس ونيف. وقد حوى كتاب البديري الحلاق الذي وقف على تحقيقه ونشره الدكتور أحمد عزت عبد الكريم باسم (حوادث دمشق اليومية) تفاصيل كثيرة عن الأموال التي صودرت من سراية أسعد باشا العظم كما أن معظم حوادث الكتاب المذكور تعود إلى سليمان باشا وإلى ابن أخيه أسعد باشا العظميين

## الإنتاج التلفزيوني
تم إنتاج مسلسل تلفزيوني سوري يتحدث عن فترة حكم العظم وهو مسلسل شام شريف. حيث قام بدورة الممثل السوري جمال سليمان.

## اقرأ أيضاً
- عائلة العظم
- إسماعيل باشا العظم
- سعد الدين باشا العظم
- شفيق بك مؤيد العظم
- صادق العظم
- خالد العظم
- حقي بيك العظم